# Jugando a que no pasa nada
Jugando a que no pasa nada es el segundo álbum de estudio de la banda de música regional mexicana Grupo Frontera, autoeditado por la banda y lanzado el 10 de mayo de 2024. La producción del disco estuvo a cargo de Edgar Barrera y Casta. Un álbum de 12 temas con fusiones de música country, electrónica, entre otros géneros, cuenta con apariciones especiales de Maluma, Nicki Nicole, Christian Nodal y Morat.
El álbum se anunció por primera vez durante una entrevista con The Fader, donde la banda buscó experimentar otros géneros. Su fecha de lanzamiento finalmente se reveló cuando se publicó un avance en colaboración con la franquicia de medios japonés-estadounidense Transformers el 8 de mayo de 2024. Se lanzaron cuatro sencillos que acompañan al álbum; «Quédate bebé», «Ya pedo quién sabe», «No hay vato perfecto» y «Por qué será».

## Antecedentes y grabación
En el álbum debut de la banda, El comienzo (2023), que contiene sencillos exitosos como «Un x100to» y «El amor de su vida», sintieron que estaba «apurado» y no quisieron cambiar su estilo de música cumbia. Finalmente revelaron durante una entrevista con The Fader que su segundo álbum sería un álbum experimental, con canciones que contienen incorporaciones de R&B, pop latino y bachata. Nicki Nicole confirmaría más tarde en una entrevista que colaboraría con la banda. «Quédate bebé» y «Nunca la olvide» fueron grabados antes de las presentaciones en vivo, donde los grabaron en el escenario antes de que entrara la multitud. El resto del álbum se grabó en cuatro o cinco días.

## Música y letras
Con la mayor parte de la producción realizada únicamente por Edgar Barrera, Jugando a que no pasa nada combina música regional mexicana y tejana, con incorporaciones de country, electrónica, pop latino, y R&B. La banda considera a Shakira como inspiración para el disco por sus «diferentes estilos» en el disco Las mujeres ya no lloran, donde colaboraron en «(Entre paréntesis)», y «se sintieron empoderados para experimentar en un sentido similar». Dado que los temas del álbum giran en torno al romance y el desamor, otras inspiraciones para el álbum incluyen 3BallMTY, George Strait y Morgan Wallen.

## Canciones
El disco comienza con «F*ckin amor», que es un tema sierreño donde el cantante Adelaido «Payo» Solís III canta sobre el desamor. Su siguiente tema, «¿Por qué será?», con la participación del cantante colombiano Maluma, es una canción de cumbia norteña sobre el desamor y cómo las relaciones terminan mal. «Desquite» con la cantante argentina Nicki Nicole trata sobre una relación fallida en la que la otra pareja le fue infiel y cómo vengarse de ellos. «Me hizo un favor» es una balada de medio tiempo de R&B, que originalmente estaba pensada para ser una canción de cumbia. La banda fusiona una cumbia norteña con elementos del pop latino en su próximo tema, «Los dos» con la banda colombiana Morat. «Ya pedo quién sabe» con el cantante mexicano Christian Nodal es una balada country lenta con la adición de acordeón.
La séptima pista del álbum, «No hay vato perfecto», es una balada cantada sobre un instrumento de guitarra. El siguiente tema, «Echándote de menos», es una canción country de medio tiempo con acordeón, en la que Solís canta sobre una relación en la que aún se piensa después de que terminó. Sus siguientes temas, «Nunca la olvidé» y «No sé que paso», tratan sobre la pérdida del amor de una mujer y, finalmente, separando sus caminos. La siguiente canción, «Ibiza», gira en torno a un chico que ya tiene «todo lo que quiere y tiene suficiente [dinero]» para su pareja. La duodécima y última canción del álbum, «Quédate bebé», es otra cumbia norteña, en el que Solís, musicalmente, le ruega a su pareja que sigan en su relación.

## Lanzamiento y promoción
La banda lanzó «Quédate bebé» como sencillo principal del álbum el 15 de febrero de 2024, un día después del Día de San Valentín. «Ya pedo quién sabe» con Christian Nodal fue lanzado como segundo sencillo del álbum el 7 de marzo de 2024. La banda lo interpretó en The Tonight Show Starring Jimmy Fallon en abril de 2024 y finalmente alcanzó el puesto número uno en la lista US Regional Mexican Airplay en su séptima semana. En el mismo mes, la banda interpretó el entonces inédito tema «Los dos» junto a Morat durante su show en vivo en el Festival Estéreo Picnic 2024, donde también interpretaron su exitoso sencillo «No se va». La banda lanzó un avance del álbum el 8 de mayo de 2024, en colaboración con la franquicia de medios japonés-estadounidense Transformers para presentar su nueva mascota, y «No hay vato perfecto» se lanzó el mismo día como su tercer sencillo.
Jugando a que no pasa nada se lanzó para descarga digital y streaming el 10 de mayo de 2024. Andrew Sacher de BrooklynVegan, en su reseña del álbum, afirmó que Jugando a que no pasa nada «todavía tiene muchos [sonidos acústicos] pero también trae algunos sonidos más modernos» y el «enfoque multigénero es algo que [Grupo Frontera] lo hizo de manera muy intencionada». Días después del lanzamiento del álbum, la banda anunció su gira de conciertos para promocionarlo, Jugando a que no pasa nada Tour. Debutaría en el número 198 del Billboard 200, el número 36 en Independent Albums de EE. UU., el número 10 en Top Latin Albums de EE. UU., y el número seis en Regional Mexican Albums de EE. UU.. Siendo su primer sencillo post-álbum, «Por qué será» con Maluma sería lanzado como cuarto sencillo del álbum el 22 de mayo de 2024.

## Portada y título
La portada del álbum incluye un camión averiado en llamas en medio de un desierto, con un vaquero sin rostro, que «representa al Grupo Frontera», sentado en el capó del auto. Solís afirmó que el vaquero que se ve en la obra de arte está sentado en el camión como si «no pasara nada», y también usó un ejemplo relacionado con el título:

Finges estar bien y luego, una vez que te subes a tu auto y te pasas el auxiliar, le subes [al volumen] y comienzas a llorar o a sentir lo que sea que estés sintiendo. Entonces el álbum termina, tienes que volver al trabajo, volver a registrarte y volver a fingir que todo está bien.

## Lista de canciones
| N.º   | Título                                         | Escritor(es)                                                                                                 | Productor(es)       | Duración |  |
| 1.    | «F*ckin amor»                                  | Edgar Barrera Alex Hernández Ivan Gamez                                                                      | Edgar Barrera       | 3:12     |  |
| 2.    | «¿Por qué será?» (junto a Maluma)              | Edgar Barrera Kevyn Mauricio Cruz Moreno Juan Luis Londoño Arias                                             | Edgar Barrera       | 3:29     |  |
| 3.    | «Desquite» (junto a Nicki Nicole)              | Edgar Barrera Kevyn Mauricio Cruz Moreno Luis Miguel Castaño Nicole Denise Cucco Santiago Ruíz               | Edgar Barrera Casta | 3:22     |  |
| 4.    | «Me hizo un favor»                             | Edgar Barrera Kevyn Mauricio Cruz Moreno Luis Miguel Castaño Andres Jael Correa Ríos Manuel Lorente          | Edgar Barrera Casta | 2:36     |  |
| 5.    | «Los dos» (junto a Morat)                      | Edgar Barrera Andrés Torres Mauricio Rengifo Martín Vargas Juan Pablo Isaza Juan Pablo Villamil Simón Vargas | Edgar Barrera       | 3:34     |  |
| 6.    | «Ya pedo quién sabe» (junto a Christian Nodal) | Edgar Barrera Horacio Palencia Nathan Galante Diego Bollella Urtusastegui                                    | Edgar Barrera       | 3:11     |  |
| 7.    | «No hay vato perfecto»                         | Edgar Barrera Alex Hernández Ivan Gamez Miguel Armenta                                                       | Edgar Barrera       | 3:20     |  |
| 8.    | «Echándote de menos»                           | Edgar Barrera Andrea Elena Mangiamarchi Manuel Lorente Luis Miguel Castaño Alex Luna                         | Edgar Barrera       | 3:06     |  |
| 9.    | «Nunca la olvidé»                              | Edgar Barrera Andrés Jael Correa Ríos Manuel Lorente                                                         | Edgar Barrera       | 2:43     |  |
| 10.   | «No sé qué pasó»                               | Edgar Barrera Kevyn Mauricio Cruz Moreno                                                                     | Edgar Barrera       | 2:29     |  |
| 11.   | «Ibiza»                                        | Edgar Barrera Alex Hernández Ivan Gamez Adelaido Payo Solís                                                  | Edgar Barrera       | 2:52     |  |
| 12.   | «Quédate bebé»                                 | Edgar Barrera Kevyn Mauricio Cruz Moreno Benjamín Joseph Levin                                               | Edgar Barrera       | 3:13     |  |
| 37:06 |                                                | |                     |          |  |

## Listas
| Listas (2024)                            | Posición más alta |
| ---------------------------------------- | ----------------- |
| Estados Unidos (Billboard 200)           | 198               |
| Estados Unidos (Independent Albums)      | 36                |
| Estados Unidos (Regional Mexican Albums) | 6                 |
| Estados Unidos (Top Latin Albums)        | 10                |